# Terje Tysland
Terje Ronald Tysland, född 14 april 1951 i Namsos, är en norsk sångare, gitarrist, dragspelare, textförfattare och komponist. Han är en av de så kallade "trønderrockarna" och en av Norges mest kända och populära artister.

## Biografi
Tysland började spela dragspel som 12-åring. Efter kort tid blev det också basgitarr, och senare gitarr. Tysland blev först känd som medlem av gruppen Prudence, från Namsos. Här spelade han gitarr, dragspel och skrev en och annan låt. Efter att Prudence blev upplöst startade han en egen lyckosam karriär.
Albumet Stakkars klovn (1977), visade att han klarade sig bra utan Prudence. Här hörde man tydligt vilken duktig gitarrist, sångare och komponist han är. Texterna var gärna fräcka och frodiga, och ofta baserade på egna erfarenheter. Musiken, var som i Prudence, inspirerad av amerikansk country, cajun, zydeco, rock’n’roll och norsk gammaldans.
Så kom albumen Mytji arti (1978), Til Moder Jord, (1979) och Send mæ hjæm 1979. Han var därefter med på att starta "Norsk Plateselskap", tillsammans med Åge Aleksandersen och Gunnar Hordvik. I den här perioden blev han också närmast ignorerad av NRK stadskanalen. Det var en frustrerad Tysland som på albumet Narra igjen (1982), sa vad han menade om det mesta. "No går det på rævva!" sjöng han på titelspåret. Låten blev inte en gång testad för Norsktoppen, men blev ändå en av de mest populära i Norge på 1980-talet. Så kom Oinner bordet (1984), som visade en mer reflekterad Tysland, mycket beroende på att han nyligen blivit far. På albumet kom han med kärlekshyllningar både till sin fru och den nyfödda dottern.
På Frekk og fredelig (1985), var Åge Aleksandersen producent, något som resulterade i et album utan svordomar. Efter det kom albumet Gutta på by'n (1987,) som sålde över 125 000 exemplar. Det innehöll bland annat en duett med Claudia Scott, "Heile livet". Så kom albumet Kainn æ få lov (1988). Neste album var Værre me mæ hjæm (1990), där engelsmannen Phil Barrett var medproducent på albumet.
Även om albumen sålde mycket var det många som menade att Tysland var bäst "live". Därför gav han 1990 ut livealbumet Best i levende live. Detta albumet kan ses som starten på en ny epok för trønderrockarna.
Nästa album Vik fra mæ (1992), blev inspelat hemma i hans egen studio på gårdsbruket, och studion hade fått namnet Tron Studio. Så kom albumet Fullar enn fullmånen (1993), där hårdrockarna Clawfinger deltog. På albumet Hurra for mæ (1995), var "Oppdal Spellemannslag" och dottern Mone Tysland med. Så har han fortsatt att komma med album med jämna mellanrum, Ein runde te` (1997), Din jævel! (2000), Det gode liv (2004), Liddeli gla (2009) och Bare kjærlighet (2015).

## Band

### Nuvarande band
- Terje Tysland – sång, gitarr och dragspel
- Raymond Ness – basgitarr, kör
- Johnny Frisvoll – trummor
- Daniel Viken – gitarr, kör
- Terje Grande – tangenter, kör
- Hilde Halseth – flöjt, sång

### Terje Tysland og Gutta på byen (2005–2006)
- Terje Tysland – sång, gitarr och dragspel
- Trond Øien – gitarr
- Raymond Ness – basgitarr
- Morten Dahl – trummor, slagverk

### Terje Tyslands Ohh-la-la-lag
- Terje Tysland – sång, gitarr och dragspel
- Kaare Skevik – trummor
- Jan Devik – basgitarr, gitarr
- Helge Grøslie – tangenter

### The Hawks (1979–1980)
- Terje Tysland – sång, gitarr och dragspel
- Kjell Nitteberg – gitarr
- Geir Knutsen – basgitarr
- Lasse Hafreager – keyboard
- Bjørn Røstad – saxofon
- Bjørn Terje Bråthen – basgitarr
- P.G. Roness – gitarr
- Kåre Skevik – trummor

## Diskografi
Med Prudence
- Tomorrow May Be Vanished (1972)
- Drunk and Happy (1973)
- No. 3 (1974)
- Takk te dokk (1975)
- If Only Yesterday Could Be Today, Greatest Hits (1976)
- 11/12-75 (1976)
- The Legendary Prudence Tapes, vol.1 (1992)
- Det det va (2005)

Studioalbum
- Stakkars klovn (1977)
- Mytji arti (1978)
- Til moder jord (1979)
- Send mæ hjæm! (1981)
- … Narra igjen! (1982)
- Oinner bordet (1984)
- Frekk og fredelig (1985)
- Gutta på by'n (1987)
- Kainn æ få lov (1988)
- Værra me mæ hjæm (1990)
- Vik fra mæ! (1992)
- Fullar enn fullmånen (1993)
- Hurra for mæ (1995)
- Ein runde te' (1997)
- Din jævel! (2000)
- Det gode liv (2004)
- Liddeli gla (2009)
- Bare kjærlighet (2015)

Samlingsalbum
- All samma opp igjæn (1980)
- Terje Tysland (1989)
- For eitt mas! (1996)
- 25 år med gitter og stas (2002)
- Gull (2005)
- 1977 - 1992 (2018)

Konsertalbum
- Best i levende live (1990)
- Heile livet og mæ (2011)